# Literární cena ABF
Literární cena ABF (švédsky ABF:s litteraturpris) byla založena roku 1949 Vzdělávací společností pracujících (Arbetarnas Bildningsförbund) a udílí se každoročně spisovatelům, kteří „chtějí pomocí slov zviditelnit neviditelné a připomenout nám to, co bylo zapomenuto.“ Finanční odměna činí 20 000 švédských korun.

## Laureáti
- 1949 Stig Sjödin, Axel Strindberg
- 1950 Albert Olsson, Folke Fridell, Helmer Grundström
- 1952 Birger Norman
- 1954 Stig Carlsson
- 1955 Svante Foerster, Olof Hallsten
- 1956 Erik Jonsson
- 1957 Walter Dickson
- 1958 Ragnar Thoursie, Sandro Key-Åberg
- 1959 Lennart Fröijer, Åke Wassing
- 1960 Carin Beckius, Gunnar Ericsson
- 1961 Sture Andersson, Bo Sköld
- 1962 Carl Emil Englund
- 1963 Harald Forss
- 1964 Helge Åkerheim, Katarina Taikon
- 1965 Peter Weiss
- 1966 Staffan Beckman
- 1967 Kent Andersson
- 1968 Macke Nilsson, Yngve Tidman
- 1970 Sune Jonsson
- 1971 Lennart F Johansson, Thorstein Bergman
- 1972 Folke Fridell
- 1973 Carin Mannheimer
- 1974 Reidar Jönsson
- 1975 Bernt Jönsson
- 1976 Anna Carin Eurelius, Monika Lind
- 1977 Torgny Lindgren
- 1978 Nils Parling
- 1979 Ulla Ekh
- 1980 Lennart Frick, Rune Nordin
- 1981 Bengt-Erik Hedin
- 1982 Karl Rune Nordkvist
- 1983 Håkan Boström
- 1984 Nine Christine Jönsson
- 1985 Helga Henschen
- 1986 Marit Paulsen
- 1987 Max Lundgren
- 1988 Ernst Brunner
- 1989 Magnus Dahlström
- 1990 Bengt Berg (poet)
- 1991 Sun Axelsson
- 1992 Per Olov Enquist
- 1993 Inger Edelfeldtová
- 1994 Mats Wahl
- 1996 Henning Mankell
- 1997 Gunilla Linn Persson
- 1998 Per Nilsson
- 1999 Jila Mossaed
- 2000 Kjell Eriksson
- 2001 Anna-Clara Tidholm, Thomas Tidholm
- 2002 Göran Greider
- 2003 Agneta Elers-Jarleman
- 2004 Fredrik Ekelund
- 2005 Mats Berggren
- 2006 Elsie Johansson
- 2007 Åsa Linderborg
- 2008 Peter Birro
- 2009 Marjaneh Bakhtiari
- 2010 Alexandra Coelho Ahndoril
- 2011 Liv Strömquist
- 2012 Susanna Alakoski
- 2013 Daniel Poohl